# The Beginning of Times
The Beginning of Times é o décimo álbum de estúdio da banda finlandesa Amorphis, lançado em 2011.

## Faixas
1. Battle for Light" [5:35]
2. "Mermaid" [4:24]
3. "My Enemy" [3:25]
4. "You I Need" [4:22]
5. "Song of the Sage" [5:27]
6. "Three Words" [3:55]
7. "Reformation" [4:33]
8. "Soothsayer" [4:09]
9. "On a Stranded Shore" [4:13]
10. "Escape" [3:52]
11. "Crack in a Stone" [4:56]
12. "Beginning of Time" [5:51]
13. "Heart's Song" (Bonus Track) [4:07]

## Desempenho nas paradas musicais
| Parada musical (2011)            | Melhor posição |
| -------------------------------- | -------------- |
| Finlândia - Finnish Albums Chart | 1              |